# Piptocephalis pseudocephala
Piptocephalis pseudocephala är en svampart som beskrevs av P.M. Kirk 1978. Piptocephalis pseudocephala ingår i släktet Piptocephalis och familjen Piptocephalidaceae.   Inga underarter finns listade i Catalogue of Life.